# Santa Rosa da Serra
Santa Rosa da Serra este un oraș din statul Minas Gerais (MG), Brazilia.